# Platforma Hybrydowa TVP

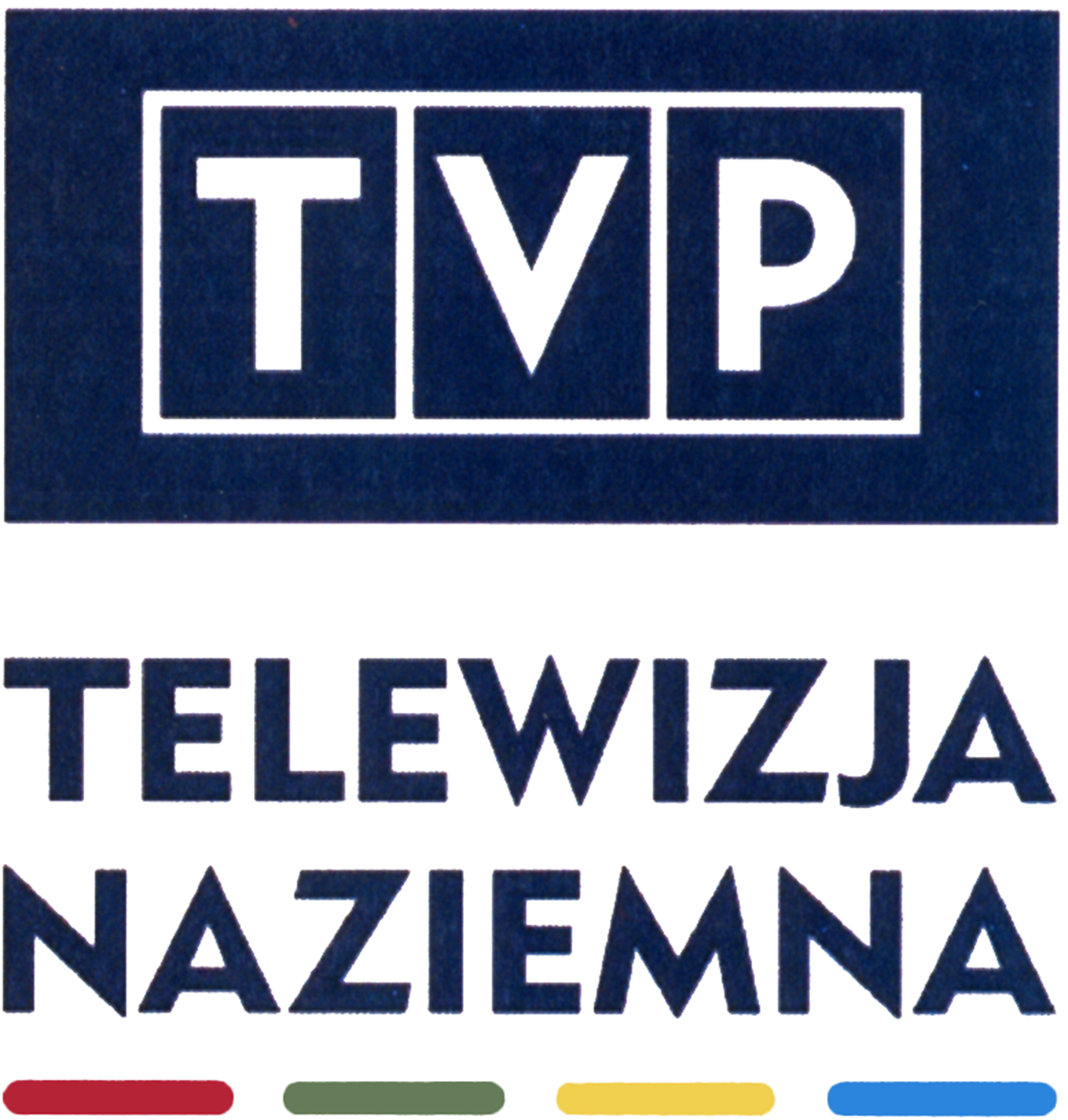
TVP Telewizja Naziemna

Platforma Hybrydowa TVP – pakiet usług telewizji hybrydowej Telewizji Polskiej. Usługi HbbTV dostępne są przy okazji wybranych programów telewizyjnych anten głównych. Prezentują także własną, niezależną treść (np. w formie specjalnych kanałów). Dostępna jest w ramach telewizji naziemnej, na platformach cyfrowych oraz w wybranych sieciach kablowych. Telewizja Polska została uhonorowana w 2014 roku Złotym Medalem Międzynarodowych Targów Poznańskich za uruchomienie i prowadzenie platformy. Od maja 2020 r. platforma hybrydowa TVP została odświeżona graficznie i otrzymała nowe funkcje.
26 października 2021 Telewizja Polska ogłosiła, że w 2022 roku zamierza odświeżyć aplikację TVP Stream w telewizji hybrydowej HbbTV oraz pojawi się w niej usługa catch-up TV i rozbudowany serwis pogodowy, a zmiany związane są m.in. ze zmianami standardu nadawania naziemnej telewizji cyfrowej z DVB-T na DVB-T2/HEVC. 10 listopada 2021 TVP Stream pojawiło się jako kanał telewizyjny w naziemnej telewizji cyfrowej na multipleksie testowym MUX 5. Na urządzeniach obsługujących platformę HbbTV uruchamia się Platforma Hybrydowa TVP, natomiast na urządzeniach nieposiadających obsługi tej platformy nadawana jest plansza informująca o serwisie HbbTV nadawcy publicznego. 1 lutego 2022 kanał TVP Stream w naziemnej telewizji cyfrowej zastąpiło TVP GO.

## Początki
Telewizja Polska uruchomiła usługi HbbTV przy okazji Mistrzostw Europy w piłce nożnej EURO 2012. TVP umożliwiała przez telewizję hybrydową dostęp do dodatkowych danych dotyczących imprezy: rozbudowanych statystyk piłkarskich, informacji o zawodnikach, ankiet, itp.Kolejne serwisy hybrydowe zostały uruchomione dla potrzeb obsługi transmisji z Igrzysk Olimpijskich w Londynie oraz porannego programu TVP 2 „Pytanie na śniadanie”.

## Zakres usług
Platforma hybrydowa umożliwia odbiór:
- serwisów tematycznych takich jak: sport, pogoda, informacje, teatr telewizji, serwisy poświęcone audycjom i wydarzeniom telewizyjnym.
- materiałów VOD udostępnianych widzom nieodpłatnie[8]
- m.in. transmisji z posiedzeń Sejmu i Senatu RP w ramach TVP Parlament[9]
- 16 kanałów regionalnych TVP[10]
- specjalnych okazjonalnych kanałów tematycznych
- Regionalny System Ostrzegania (RSO) – zintegrowany system usług budowany w ramach umowy Ministerstwa Administracji i Cyfryzacji i Telewizji Polskiej, umożliwiający powiadamianie obywateli o lokalnych zagrożeniach poprzez różne kanały dystrybucji, Pilotażowy program RSO uruchomiony został w Województwie Lubuskim w 2013 r. System miał objąć wszystkie regiony do 31 sierpnia 2014 r.[potrzebny przypis]RSO powiadamia mieszkańców o wszelkiego rodzaju sytuacjach nadzwyczajnych. Publikowane są np. komunikaty o stanie wód, o utrudnieniach w ruchu drogowym itp. Poprzez RSO rozpowszechniane są także poradniki postępowania w sytuacjach kryzysowych[11].

## Kanały tematyczne telewizji hybrydowej

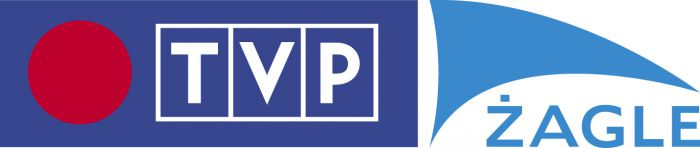
Logo TVP Żagle

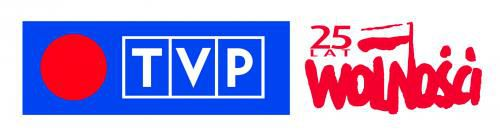
Logo TVP – 25 lat wolności

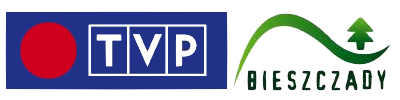
Logo TVP Bieszczady

Logo TVP Kultura 2

- TVP Żagle – pierwszy, eksperymentalny kanał hybrydowy TVP, który nadawał w dniach 2–5 sierpnia 2013. Powstał w związku z finałem regat The Tall Ships' Races[12]. Każdego dnia kanał nadawał ok. 4,5 godziny programu, poświęconemu żeglarstwie oraz samym zawodom. Za relację odpowiadała TVP3 Szczecin[13]. Zgodnie z zapowiedzią jego emisja będzie wznawiana podczas kolejnych imprez żeglarskich. Kanał wznowiono po raz pierwszy w dniach 25-27 lipca 2014[14]
- TVP Regionalna – śladami Jana Pawła II – drugi kanał hybrydowy TVP, nadawany w dniach 25–28 kwietnia 2014. Był uruchomiany podczas kanonizacji Jana Pawła II, pokazując m.in. najważniejsze momenty pontyfikatu oraz relacje z pielgrzymek do Polski[15]
- TVP – 25 lat wolności – trzeci kanał hybrydowy TVP (dostępny również na platformie TVP Stream dostępnej w Internecie oraz urządzeniach mobilnych) nadawany w dniach 2–5 czerwca 2014. Kanał nadaje m.in. dokumenty i reportaże ukazujące powojenną Polskę[15].
- TVP Festiwal Dwa Teatry – Sopot 2014 – czwarty kanał hybrydowy poświęcony XIV Festiwalowi Teatru Polskiego Radia i Teatru Telewizji Polskiej „Dwa Teatry – Sopot 2014". Był nadawany w dniach 14–16 czerwca 2014[16].
- TVP Bieszczady – piąty kanał hybrydowy TVP, który był nadawany w dniach 25-27 lipca 2014[17].
- TVP Zdrowo i ze smakiem – kanał na żądanie dostępny w Platformie Hybrydowej TVP. Nadawany był w dniach 29 września (od godz. 6.00) – 1 października (do godz. 22.00), relacjonując MTWS Polagra Food 2014[18].
- TVP ABC 2 – kanał dla dzieci, pierwotnie uruchomiony jako TVP eSzkoła Domowe Przedszkole 23 marca 2020 roli[19]. Kanał pod obecną nazwą wystartował 15 lutego 2022[20].
- TVP Kultura 2 – kanał kulturalny, wystartował 26 czerwca 2020 roku[21].
- TVP Historia 2 – kanał historyczny, uruchomiony 1 marca 2021 roku[22].
- Msza Święta na Jasnej Górze – transmisje mszy świętych z kaplicy cudownego obrazu Matki Bożej na Jasnej Górze, kanał utworzony 15 marca 2020 roku[23].
- TVP Sport – kolejny kanał hybrydowy TVP, który wystartował w styczniu 2021 roku. Oferuje on wszystkie transmisje sportowe, magazyny, wywiady i materiały publicystyczne dostępne na kanale TVP Sport. Wiele z nich to relacje, które nie mieszczą się w programie kanału linearnego[24].